# Rexhep Krasniqi
Rexhep Krasniqi (ur. 28 września 1906 w Gjakovej, zm. 13 lutego 1999 w Nowym Jorku) – albański polityk, nauczyciel i historyk, w 1943 minister edukacji w rządzie Maliqa Bushatiego.

## Życiorys
Syn Hoxhe Dedy. W dzieciństwie stracił rodziców i wychowywał się w rodzinie Bajrama Curriego. Uczył się w Gjakovej i w Szkodrze. Dzięki państwowemu stypendium mógł kontynuować naukę w prestiżowej szkole Theresianum w Wiedniu. W 1934 ukończył studia historyczne na wydziale filozoficznym Uniwersytetu Wiedeńskiego. W tym roku obronił pracę doktorską poświęconą sprawie albańskiej na kongresie berlińskim (promotorem był Karl Patsch).
Po powrocie do kraju pracował jako nauczyciel historii i geografii w gimnazjum. W 1939 objął stanowisko wicedyrektora szkoły w Gjirokastrze. Po inwazji włoskiej na Albanię przeniósł się do Tirany, gdzie uczył historii w liceum. W latach 1940–1943 pracował jako inspektor w ministerstwie edukacji, nadzorując tworzenie szkół albańskojęzycznych w Kosowie. Przez pewien czas pracował jako dyrektor gimnazjum w Prisztinie.
W 1943 objął stanowisko ministra edukacji, był także wiceprzewodniczącym parlamentu działającego w czasie okupacji niemieckiej. Pełnił funkcję wiceprzewodniczącego Drugiej Ligi Prizreńskiej. W 1944 uciekł z Albanii. Mieszkał początkowo w Syrii, a następnie w Australii. Pod koniec 1956, na zaproszenie władz amerykańskich przyjechał do Nowego Jorku, gdzie wziął udział w reorganizacji Komitetu Wolnej Albanii (Komiteti Shqiperia e Lire). Organizacja stała się jedną z najbardziej aktywnych reprezentacji politycznych albańskiej emigracji. Przez okres 35 lat Krasniqi pełnił funkcję przewodniczącego Komitetu aż do upadku reżimu komunistycznego w Albanii.
W 1994 został odznaczony przez prezydenta Salego Berishę Orderem Naima Frashëriego I klasy.
Nie założył rodziny.